# تاريخ دستور الإمبراطورية الرومانية
يبدأ تاريخ دستور الإمبراطورية الرومانية مع إنشاء عهد الزعامة في عام 27 قبل الميلاد، ويُعتبر أنه ينتهي بإلغاء هذا الهيكل الدستوري لصالح عهد السيادة عند تتويج الإمبراطور ديوكلتيانوس في عام 284 ميلادي.
ظهر دستور الإمبراطورية الرومانية كتحول في دستور الجمهورية الرومانية المتأخرة، باستخدام السوابق الجمهورية المتأخرة المختلفة، لإضفاء الشرعية على منح سلطات قانونية هائلة لرجل واحد ومركزية السلطات القانونية في هيئات يسيطر عليها ذلك الرجل.
يرجع تاريخ إنشاء عهد الزعامة والإمبراطورية الرومانية تقليديًا إلى عام 27 قبل الميلاد مع أول تسوية دستورية أغسطسية، حيث تخلى أوكتافيوس، المنتصر في الحرب النهائية للجمهورية الرومانية، عن سلطاته غير العادية ومنح سلطة قنصلية على الإمبراطورية. المقاطعات التي كان يحتفظ بها جنبًا إلى جنب مع السلطة الأطربونية الممنوحة له من قبل مجلس الشيوخ في 36 قبل الميلاد. في الوقت نفسه، شغل منصب القنصل الروماني، ومُنح السلطة ضمن الهيكل القانوني العادي الذي لم يتجاوز أي من القضاة الآخرين. ومن خلال توليه العديد من المناصب الجمهورية، تمكن أغسطس، الذي كان يدعى أوكتافيوس قبل عام 27 قبل الميلاد، من إخفاء الطبيعة الاستبدادية لنظامه والمطالبة باستعادة الجمهورية. وبعد المزيد من التغييرات الدستورية في 23 قبل الميلاد، مُنح أغسطس سلطة إدارية أكبر على جميع المقاطعات الإمبراطورية، ما سمح له بتجاوز أي حكام رومانيين آخرين، الأمر الذي يشير إلى الانتهاء من المناصب المختلفة التي يحتفظ بها معظم الأباطرة الرومان حتى تحول عهد الزعامة إلى عهد السيادة في أواخر القرن الثالث.
تأثرت العديد من التغييرات الأخرى على مدار فترة الإمبراطورية، فقلت السلطات الانتخابية للمجالس الرومانية المختلفة ونقلت تلك السلطات إلى مجلس الشيوخ وكذلك الغيت الانتخابات بالكامل لصالح التعيينات من قبل الإمبراطور.

## إصلاحات أغسطس الدستورية
عاد أوكتافيوس إلى روما بعد عامين من هزيمة مارك أنطوني في معركة أكتيوم. ومع هزيمة مارك أنطوني، لم يبق أحد يعارض أوكتافيوس. وقد تسببت عقود من الحرب في خسائر فادحة لشعب روما. كان الوضع السياسي غير مستقر، وكان هناك تهديد مستمر بتجدد الحرب. تسبب وصول أوكتافيوس وحده بموجة من التفاؤل في جميع أنحاء إيطاليا. وبمجرد وصوله، بدأ معالجة المشاكل التي كانت تعاني منها روما. وأعلن عفوًا عامًا عن المؤيدين السابقين لأعدائه، ووفر الأرض لأكثر من 120 ألف جندي سابق. وبمجرد تنفيذ هذه الإصلاحات، بدأ سعر الأراضي بالارتفاع وانتعشت التجارة. سرعان ما وصلت شعبية أوكتافيوس إلى آفاق جديدة، ما منحه في النهاية الدعم الذي يحتاجه لتنفيذ إصلاحاته. عندما أطاح أوكتافيوس بمارك أنطوني عام 32 قبل الميلاد، استقال من منصبه كعضو حكومة ثلاثية، ولكن من المحتمل أن تكون قد مُنحت له سلطات مماثلة لتلك التي تنازل عنها. وفي عام 29 قبل الميلاد، أجري تغيير آخر على وضعه القانوني، والذي لا نعرف عنه إلا القليل. نحن نعلم أنه تضمن منح أوكتافيوس القنصلية الإمبريوم (سلطة القيادة)، وبالتالي السيطرة على الجيش والمقاطعات. ومن المحتمل أن يكون هذا التغيير قد منحه أيضًا سلطة إجراء إحصاء سكاني.
أراد أوكتافيوس ترسيخ مكانته كسيد للدولة، ولكنه أراد تجنب مصير والده بالتبني. وفي 13 يناير من 27 قبل الميلاد، نقل أوكتافيوس السيطرة على الدولة مرة أخرى إلى شعب ومجلس شيوخ روما، ولكن، على الأرجح، كان يعلم ما ستكون عليه نتيجة مثل هذه الخطوة. كان يمكن أن تنحدر روما مرة أخرى إلى الفوضى والحرب الأهلية دون أوكتافيوس. ولم يكن شعب ومجلس شيوخ روما على استعداد لقبول استقالة أوكتافيوس، وبالتالي سُمح لأوكتافيوس بالبقاء القنصل الروماني (الرئيس التنفيذي في ظل الجمهورية القديمة)، كما سُمح له بالاحتفاظ بسلطاته القضائية. وبموجب هذا الترتيب، أصبح لدى أوكتافيوس الآن زملاء يمكنهم استخدام حق النقض ضد أي من أفعاله. وربما كان قلقًا من أن منصبه السابق بدا ملكيًا للغاية. وبينما يبدو أنه أعيد دمجه في الجهاز الدستوري، أزالت هيبته أي خطر حقيقي من أن زميله قد يحاول عرقلة عمله. كان هذا الترتيب، في الواقع، بمثابة تصديق شعبي على منصبه داخل الدولة. إذا لم يسمح له شعب ومجلس شيوخ روما بمغادرة منصبه، هكذا ذهبت النظرية، فلا يمكن اعتباره طاغية. ثم منح مجلس الشيوخ أوكتافيوس درجة فريدة سميت بروقنصل إمبريوم (بروقنصل له سلطة القيادة) لمدة عشر سنوات. مع هذه الدرجة الخاصة من السلطة، جرى منحه النفوذ والسلطة على جميع من هم في نفس المنصب. في ظل الجمهورية القديمة، حكم البروقنصل المقاطعات الأكثر تحديًا. لذلك، تمركزت الفيالق في الغالب في هذه المقاطعات. في ظل النظام القديم، حكم البريتور والبروبريتور المقاطعات الأكثر استقرارًا. لذلك، لم يكن لهذه المقاطعات سوى القليل من البنية التحتية العسكرية. سمح أوكتافيوس لمجلس الشيوخ بالاحتفاظ بالسيطرة على هذه المقاطعات السابقة. في حين أن هذا يبدو وكأنه تقاسم للسلطة بين أوكتافيوس ومجلس الشيوخ، كانت النتيجة الفعلية أن أوكتافيوس سيطر وقتها على معظم الجيش الروماني. مثلما حصل أوكتافيوس على لقب «أغسطس» من قبل مجلس الشيوخ وعُين سيد الدولة من قبل شعب ومجلس شيوخ روما. كما حصل على لقب برينسيبيس، أو «المواطن الأول». وحاول أن يثبت نفسه على أنه «الأول بين المتساوين» بدلًا من أن يكون ملكًا، لأنه حتى في هذا الوقت، كانت الملكية لا تزال بغيضة بالنسبة لمعظم الرومان. لقد نال السلطات الديكتاتورية التي نالها والده بالتبني قبل ما يقرب من عشرين عامًا، لكنه فعل ذلك بروح الدستور الجمهوري.
في عام 23 قبل الميلاد، حاول أغسطس (كما سمى أوكتافيوس نفسه) مرة أخرى إصلاح الدستور، على الرغم من عدم معرفة سبب اختياره لإصلاح الدستور في هذه المرحلة. مرت أربع سنوات على إصلاحاته الأخيرة، وربما أتاح ذلك له فرصة اكتشاف نقاط الضعف في تلك الإصلاحات. بالإضافة إلى ذلك، كاد أن يموت في 23 قبل الميلاد، وبالتالي ربما كان يعتقد أن الوقت المتبقي له كان قصيرًا. بالنسبة لأغسطس، كانت أحد نقاط الضعف الرئيسية في دستوره هي وضعه كقنصل. من الصحيح أن هيبته قللت من مخاطر العرقلة على يد أي قنصل شريك، إلا أن هذا الخطر كان لا يزال قائمًا. كان من غير المعتاد (وغير المسبوق) أن ينتخب فرد لمنصب القنصل تسع مرات متتالية، كما أغسطس. بالإضافة إلى ذلك، أخضعت التقاليد القنصل لقيود معينة، مثل الآداب التقليدية التي أظهرها القناصل تجاه بعضهم البعض. بينما نظر أغسطس في إمكانية تعيين نفسه القنصل الوحيد، فقد أدرك أن هذا كان راديكاليًا للغاية في الخروج عن التقاليد. لذلك، باعتباره «امتيازًا»، تخلى عن قنصليته، وعدل نفوذه كبروقنصل إمبريوم وكأطربون. من غير المعروف بالضبط كيف عدل أغسطس وضعه كبروقنصل إمبريوم، ولكن من المعروف أنه سُمح له بالاحتفاظ بسلطة القيادة في مدينة روما. في العادة، كان على أي قاضٍ أن يسلم سلطة القيادة أثناء وجوده داخل المدينة. بالإضافة إلى ذلك، عدل وضعه كبروقنصل إمبريوم رسميًا لمنحه مكانة وسلطة أعلى حتى من القنصل.